# Qasr Azraq
Qasr al Azraq (arabsko: قصر الأزرق, 'Modra trdnjava') je velika trdnjava v današnji vzhodni Jordaniji. Gre za enega izmed puščavskih gradov, ki stoji na obrobju današnjega Azraqa, približno 100 km vzhodno od Amana.
Njegova strateška vrednost je posledica bližnje oaze, edinega vodnega vira v obsežnem puščavskem območju. Ime trdnjave in pripadajočega mesta je izhajalo iz tega dejstva. Naselje je bilo v antiki znano kot Basie in Rimljani so prvi to območje vojaško izkoristili, kasneje je bila na sredini postavljena zgodnja mošeja. Sedanja oblika je nastala po obsežni obnovi in širitvi, ki so jo izvedli Ajubidi v 13. stoletju in uporabili lokalno izklesan bazalt, ki je grad naredil temnejši od večine drugih zgradb na tem območju.
Pozneje naj bi ga osmanske vojske uporabljale v času hegemonije tega cesarstva nad to regijo. Med arabskim uporom je imel T. E. Lawrence (Lawrence Arabski) tu bazo  svojih operacij v letih 1917–18, o čemer je pisal v svoji knjigi Sedem stebrov modrosti (Seven Pillars of Wisdom). Povezava z 'Lawrenceom Arabskim' je ena izmed glavnih privlačnih znamenitosti za turiste.

## Arhitektura
Grad je zgrajen iz lokalnega črnega bazalta in je kvadratnega tlorisa z 80 metrov dolgimi stenami, ki obdajajo veliko osrednje dvorišče. Sredi dvorišča je majhna mošeja, ki morda izvira iz časov Omajadov. Na vsakem vogalu zunanje stene je podolgovat stolp. Glavni vhod je sestavljen iz ene same masivne plošče iz granita na tečajih, ki vodi do preddverje, kjer je mogoče videti vklesane v pločnik ostanke rimske namizne igre.
Čeprav so zelo težka - 1 tona za vsako krilo glavnih vrat, 3 tone za ena druga - se ta kamnita vrata dokaj enostavno premaknejo, zahvaljujoč palmovemu olju. Nenavadno izbiro kamna je mogoče razložiti z dejstvom, da poleg palmovega lesa ne obstaja bližnji vir lesa, ki je zelo mehak in neprimeren za gradnjo.

## Zgodovina
Strateški pomen gradu je, da leži sredi oaze Azraq, edinega stalnega vira sladke vode v približno 12.000 kvadratnih kilometrih puščave. Znano je, da je več civilizacij na tem oddaljenem in sušnem puščavskem območju zasedlo to mesto zaradi njegove strateške vrednosti.
Območje je bilo naseljeno z Nabatejci in okoli leta 200 pod nadzorom Rimljanov. Rimljani so zgradili kamnito konstrukcijo z uporabo lokalnega bazaltnega kamna, ki je bil osnova za poznejše gradnje na mestu, zgradbo, ki sta jo enako uporabljala Bizantinsko cesarstvo in Omajadski kalifat.
Qasr al Azraq je doživel zadnjo veliko fazo gradnje leta 1237, ko ga je 'Izz ad-Din Aybak, emir Ajubidov, preoblikoval in utrdil. Trdnjava v sedanji obliki sega v to obdobje.
V 16. stoletju so osmanski Turki tam postavili garnizon in T. E. Lawrence (Lawrence Arabski) je trdnjavo postavil za svoj puščavski sedež pozimi leta 1917, med velikim arabskim uporom proti Osmanskemu cesarstvu. Njegova pisarna je bila v sobi nad vhodno hišo. To je imelo dodatno prednost pri modernem bojevanju: ravno bližnja puščava je bila idealno mesto za izgradnjo letališča.

## Danes
Qasr al Azraq je pogosto vključen v enodnevne izlete iz Amana do puščavskih gradov, skupaj s Qasr Al-Kharanah in Qasr Amra, vzhodno od glavnega mesta, ki so dostopni po cesti št. 40. Obiskovalci lahko raziskujejo večino gradu, zgornjega in spodnjega, razen nekaterih odsekov, zaprtih zaradi skalovja.